# 2,4-Diklorfenol
2,4-Diklorfenol är ett klorerat derivat av fenol. Det har formeln C6H3Cl2OH.

## Förekomst
2,4-Diklorfenol är en nerbrytningsprodukt av olika giftiga bekämpningsmedel som till exempel polyklorerade dibensodioxiner (ofta kallade dioxiner).

## Användning
2,4-Diklorfenol används för att tillverka 2,4-diklorfenoxiättiksyra som är en vanlig beståndsdel i olika herbicider, bland annat det amerikanska Agent Orange och svenska Hormoslyr.